# Фріганізм

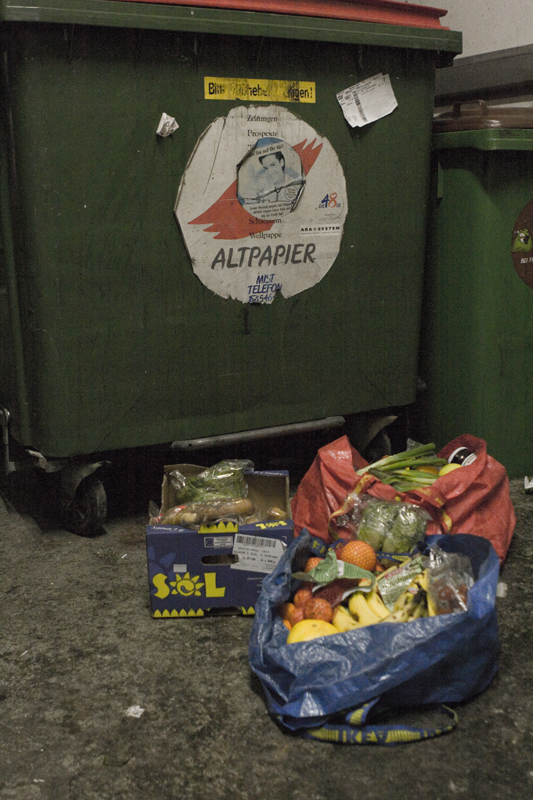

Фрігані́зм (англ. freeganism від англ. free — «вільний, безплатний» і англ. veganism — «веганізм») — стиль життя, який заперечує принципи споживацтва. Його прихильники обмежують свою участь у традиційному економічному житті та прагнуть до мінімізації споживаних ресурсів. Як джерело харчових продуктів та інших матеріальних благ фрігани використовують звалища, сміттєві контейнери тощо. На відміну від безпритульних та жебраків, фрігани так роблять на знак небажання бути частиною економічної системи купівлі-продажу. У вузькому сенсі фріганізм є однією з форм антиглобалізму.
Найбільшого розквіту рух фріганів досяг у Швеції, США, Бразилії, Південній Кореї, Британії та Естонії.

## Етимологія назви
Термін «фрігани» з'явився в середині 1990-х років. Автором терміна, судячи з усього, є Воррен Окс, ударник групи Against Me!, який у 1999 році написав маніфест фріганів — памфлет «Чому фрігани?». Слово freegan походить від слова vegan — так себе називають радикальні вегетаріанці. Це пов'язано з тим, що більшість фріганів також підтримують основні положення руху веганів.

## Передумови виникнення

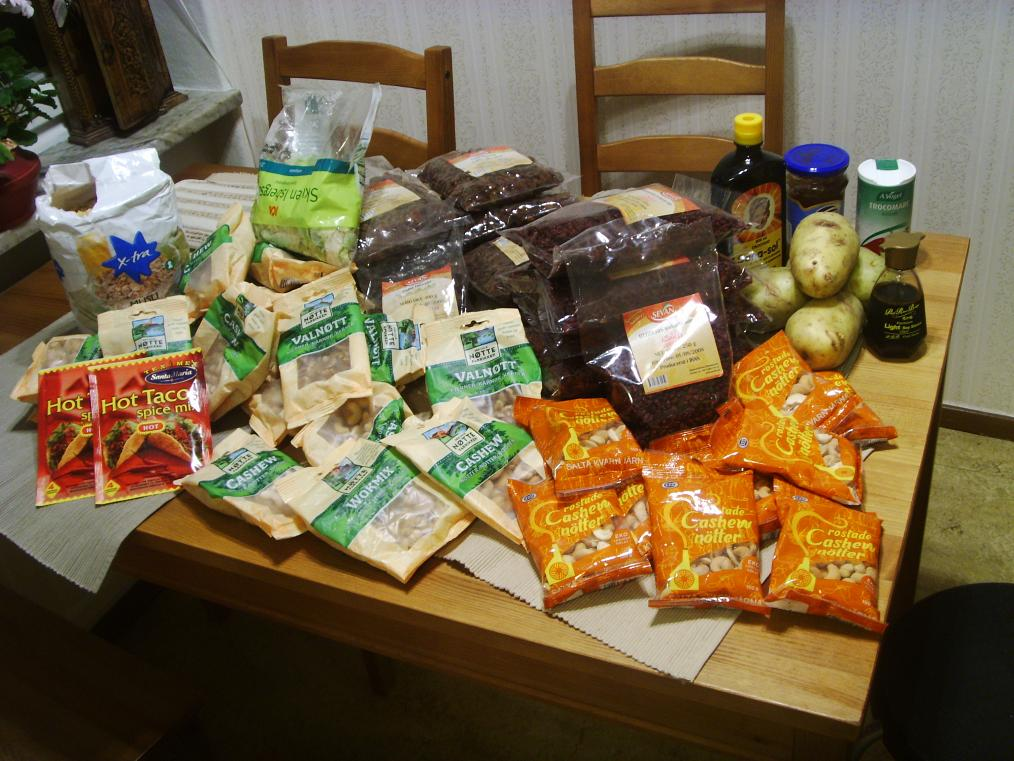
Продукти, придатні до вживання, знайдені на звалищах Стокгольму

Найбільш ранніми предтечами були організація Food Not Bombs, а також анархістська трупа вуличних артистів Diggers, яка існувала в шістдесятих у Сан-Франциско і принципово не купувала їжу і не користувалася платними соціальними сервісами. Така відмова характерна не тільки для них, приміром, заперечують офіційну медицину найрадикальніші растамани (Боб Марлі, як відомо, відмовився від операції, що коштувало йому життя). На думку Боба Торреса, професора соціології Університету Св. Лоренса в Кантоні, штат Нью-Йорк, рух фріганів набрав популярності у зв'язку зі зростанням у суспільстві хвилювання, пов'язаного з невдачами екологічного «мейнстриму». Торрес відзначає те, що зелені не завжди замислюються, скільки природних ресурсів витрачається для виробництва натуральних екологічно чистих продуктів, які вони вживають.
В розвинених країнах через надвиробництво часто найменш збитковим способом реалізації продукції є відправлення її на звалище. Наприклад, господареві магазину простіше (дешевше) викинути цілий ящик з яблуками, ніж найняти людину, яка буде відсортовувати неякісні плоди. Через високий відсоток придатності до вживання продукції, що викидається, деякі люди воліють знайти необхідні блага, ніж придбати їх, як з прагматичних, так і з екологічних міркувань. За деякими даними, на смітник викидається від 30 до 50 % придатних в їжу продуктів і страв.
Особливо фріганізм популярний в Європі і США. Одним з популяризаторів фріганізма в Америці є Адам Вайссман, творець сайту www.freegan.info [Архівовано 3 квітня 2022 у Wayback Machine.].

## Ідеологія фріганізму
Як каже Вайссман, фріган прагне протиставити себе суспільству споживання, заснованому на конкуренції, імморалізмі, конформізмі та жадібності. Тому фріган повинен споживати лише необхідний мінімум, допомагати іншим і бути щедрим.
Основна мета фріганів — мінімізувати або взагалі виключити свою фінансову підтримку корпорацій і зупинити тим самим глобалізацію світової економіки, дистанціюватися максимально від суспільства безконтрольного споживання.
Зазвичай вони вживають в їжу ті продукти, що були забраковані перед надходженням до супермаркетів і викинуті на смітник в свіжому вигляді. Зазвичай ці продукти придатні до вживання в їжу, і причина того, що вони виявилися на смітнику, в тому, що один зразок з партії виявився некондиційним. Багато з них також одягаються в речі, знайдені на смітнику, і мають домашнє начиння, також браковане або викинуте кимось у контейнер у вживаному стані. Частину знайдених непродовольчих товарів вони обмінюють на блошиних ринках на потрібні їм речі, не визнаючи грошових відносин.
У фріганів існують свої закони, свій кодекс честі. Так, фрігани риються в смітниках тільки супермаркетів і багатоквартирних будинків, все те, що валяється на задвірках приватних будинків не підлягає використанню. Фрігани з міркувань безпеки ніколи не копаються в контейнерах з медичними відходами біля клінік.
Кодекс честі забороняє фріганам залазити в пошуках здобичі в контейнери, що знаходяться на закритих територіях. Фрігани зобов'язані дотримуватися чистоти біля сміттєвих ящиків, залишати їх у кращому стані, ніж вони були до їхнього візиту, щоб полегшити працю фріганів, які туди прийдуть наступними. Фрігани не повинні забирати з ящиків документи або папери з якимись конфіденційними записами, втручання в особисте життя людей на основі знахідок зі смітника категорично забороняється.

## Фріганізм і вегетаріанство
Фріганізм виник на основі вегетаріанства, але через деякий час пішов своїм шляхом. Частина фріганістів є веганами, інші їдять і рибу, і м'ясо, але тільки те, що пропаде, якщо не буде з'їдене.